# 皮氏手魷
皮氏手魷（学名：Chiroteuthis picteti），又名元帥手魷魚、元帥手烏賊，为手魷科手魷屬下的一个种。